# Фронт без флангів
«Фронт без флангів» (рос. «Фронт без флангов») — радянський двосерійний художній фільм про Німецько-радянську війну, знятий в 1975 році за мотивами документального роману Семена Цвігуна «Ми повернемося» режисером Ігорем Гостєвим. Перший фільм трилогії про партизанів і військових розвідників — «Фронт без флангів» (1975), «Фронт за лінією фронту» (1977) і «Фронт в тилу ворога» (1981).

## Сюжет
Події фільму відтворюють період літа 1941 року і початку битви за Москву. У кінці літа 1941 року колишній директор школи, який став чекістом, майор Млинський із невеликою групою солдатів 315-го полку 41-ї стрілецької дивізії опиняється на окупованій німцями території. Підбираючи групи червоноармійців з інших частин, Млинський бере на себе командування новим загоном. Ворог отримує у себе в тилу добре організований загін розвідників і народних захисників від карателів і поліцаїв…

## У ролях
- В'ячеслав Тихонов — Іван Петрович Млинський, майор
- Олег Жаков — дід Матвій Єгорович
- Олександр Денисов — Вакуленчук, мічман
- Тофік Мірзоєв — Гасан Алієвич Алієв, комісар
- Семен Морозов — Серьогін, капітан
- Галина Польських — Зіна, медсестра
- Іван Переверзєв — отець Павло (Павло Іванович Воробйов)
- Євген Шутов — Охрім Шміль
- Володимир Івашов — Афанасьєв, капітан
- Володимир Заманський — Микола Сергійович, командир партизанського загону
- Валентин Пєчніков — Петро Сергійович Іванов
- Євген Леонов — Семен Бондаренко
- Світлана Суховєй — Наталія Бондаренко, дружина Семена, радистка
- Олексій Борзунов — Петренко, лейтенант
- Павло Кормунін — Гнат Осика
- Людмила Полякова — Клавдія Герасимівна, голова колгоспу
- Анатолій Соловйов — Захар Петрович
- Михайло Турченко — Мішка Турченко
- Юрій Касаткін — Альоша, онук Матвія Єгоровича
- Борис Бібіков — дідусь Міши
- Віра Кузнецова — бабуся Михайла
- Олександр Лук'янов — Андрій Лук'янов, матрос
- Микола Поліщук — Сашка Поліщук, матрос
- Володимир Самойлов — Єрмолаєв
- Всеволод Сафонов — Садовников
- Віктор Шульгін — Віктор Сергійович Хват
- Костянтин Желдін — Курт Шмідт
- Раїса Куркіна — Анна Андріївна, дружина Млинського
- Володимир Ферапонтов — солдат з балалайкою
- Борис Юрченко — Юрченко, розвідник
- Михайло Розанов — партизан
- Анвар Боранбаєв — Бейсембаєв
- Марія Скворцова — бабка Анастасія
- Олена Вольська — Феня
- Микола Горлов — німецький офіцер у штабі фон Хорна
- Євген Марков — німецький офіцер у штабі фон Хорна
- Єлизавета Кузюріна — біженка
- Олександр Лебедєв — Сокирка, партизан
- Микола Юдін — дід
- Фелікс Яворський — начальник розвідки
- Володимир Ліппарт — поранений солдат
- Микола Сморчков — матрос-партизан
- Віктор Волков — танкіст
- Валерій Анісімов — член військової ради
- Ханньо Хассе — генерал-полковник фон Хорн
- Юрген Фроріп — полковник Кемпе
- Харрі Пітч — штандартенфюрер Карл Вольф
- Хорст Шульце — генерал

## Знімальна група
- Автор сценарію: Семен Цвігун
- Режисер: Ігор Гостєв
- Оператор: Олександр Харитонов
- Художники:
  -  Олександр Самулекін
  -  Василь Голіков
- Композитор: Веніамін Баснер
- Тексти пісень: Михайло Матусовський